# Verla papirmølle
Verla papirmølle er en papirfabrik, der ligger nær Jaala i det sydøstlige Finland. Fabrikken er et eksempel på den småindustri der blev etableret på landet i Nordeuropa og Nordamerika i slutningen af 1800-tallet og starten af 1900-tallet.
Fabrikken og det tilhørende beboelseskvarter blev indskrevet på UNESCOs Verdensarvsliste i 1996.